# Gare d'Aumetz
La gare d'Aumetz est une ancienne gare ferroviaire française de la ligne de Fontoy à Audun-le-Tiche située sur le territoire de la commune d'Aumetz dans le département de la Moselle en région Grand Est.
Mise en service en 1899, elle est fermée aux voyageurs en 1948.

## Situation ferroviaire
Établie à 384 m d'altitude, la gare d'Aumetz était située au point kilométrique (PK) 9,543 de la ligne de Fontoy à Audun-le-Tiche entre la gare de Boulange et la halte de Hirps.

## Histoire
La gare d'Aumetz est mise en service le 1er novembre 1899 par la Direction générale impériale des chemins de fer d'Alsace-Lorraine (EL) qui inaugure la section de Fontoy à Aumetz, prolongée jusqu'à la gare (basse) d'Audun-le-Tiche en 1901-1904. De part et d'autre de la gare se trouvent les raccordements menant respectivement à la mine Ida - Amalie et à la mine d'Aumetz.
Devenue française après 1918 et exploitée par l'AL puis la SNCF, la ligne ferme aux trains de passagers le 5 mai 1948. La desserte des marchandises de la gare d'Aumetz prend fin à une date inconnue.
Électrifiée en 1962, la ligne est hors-service depuis les années 1990.

## Patrimoine ferroviaire
Le bâtiment voyageurs (BV) de la gare d'Aumetz correspond à l'un des plans types standard de la Direction des chemins de fer d'Alsace-Lorraine et était autrefois accolé à une halle à marchandises en bois.
Côté voies, le BV offre une façade de trois travées avec un toit à deux croupes ; côté place de la gare, une tour de section rectangulaire remplace la première travée dont le toit à deux croupes, de pente plus prononcée au sommet, se terminait par une crête métallique. Les dimensions de la halle en bois ont varié au cours du temps. Une seconde halle en matériaux durs a survécu jusqu'à ce jour.